# Francesco Maria Guazzo
Francesco Maria Guazzo, también conocido como Guaccio o Guaccius (1570 - 1640), fue un sacerdote italiano.
Ejerció en Milán y escribió el Compendium Maleficarum ("Compendio de las brujas"),  editado en 1608. Este fue un tratado de demonología en tres libros en donde hizo referencia a expertos en la materia, incluyendo a Nicolas Rémy.
Describió las once fórmulas o ceremonias previas a los votos a Satanás, supuestamente necesarias para participar en un aquelarre; además, Guazzo presentó detalladas descripciones de las relaciones sexuales entre los hombres y las súcubos y las mujeres con los íncubos. También estableció una clasificación de los demonios, inspirada por un trabajo previo de Miguel Pselo.